# Sušica (Czarnogóra)
Sušica (cyr. Сушица) – wieś w Czarnogórze, w gminie Bijelo Polje. W 2011 roku liczyła 18 mieszkańców.